# Colégio Brasileiro de Genealogia
Colégio Brasileiro de Genealogia (CBG) é uma associação cultural brasileira sediada no Rio de Janeiro, com o objetivo de fomentar estudos e pesquisas genealógicas. Foi fundado em 24 de junho de 1950 pelos seus sócios fundadores na residência de Carlos Grandmasson Rheingantz.

## Sede
Dispõe de uma biblioteca com mais de mil volumes em sua sede, além de um arquivo de fichas. Por afinidade de objetivos com o Instituto Histórico e Geográfico Brasileiro, o CNG tem sede num espaço por ele cedido no 12º. andar do IHGB, na Avenida Augusto Severo, no bairro da Glória.